# 釧

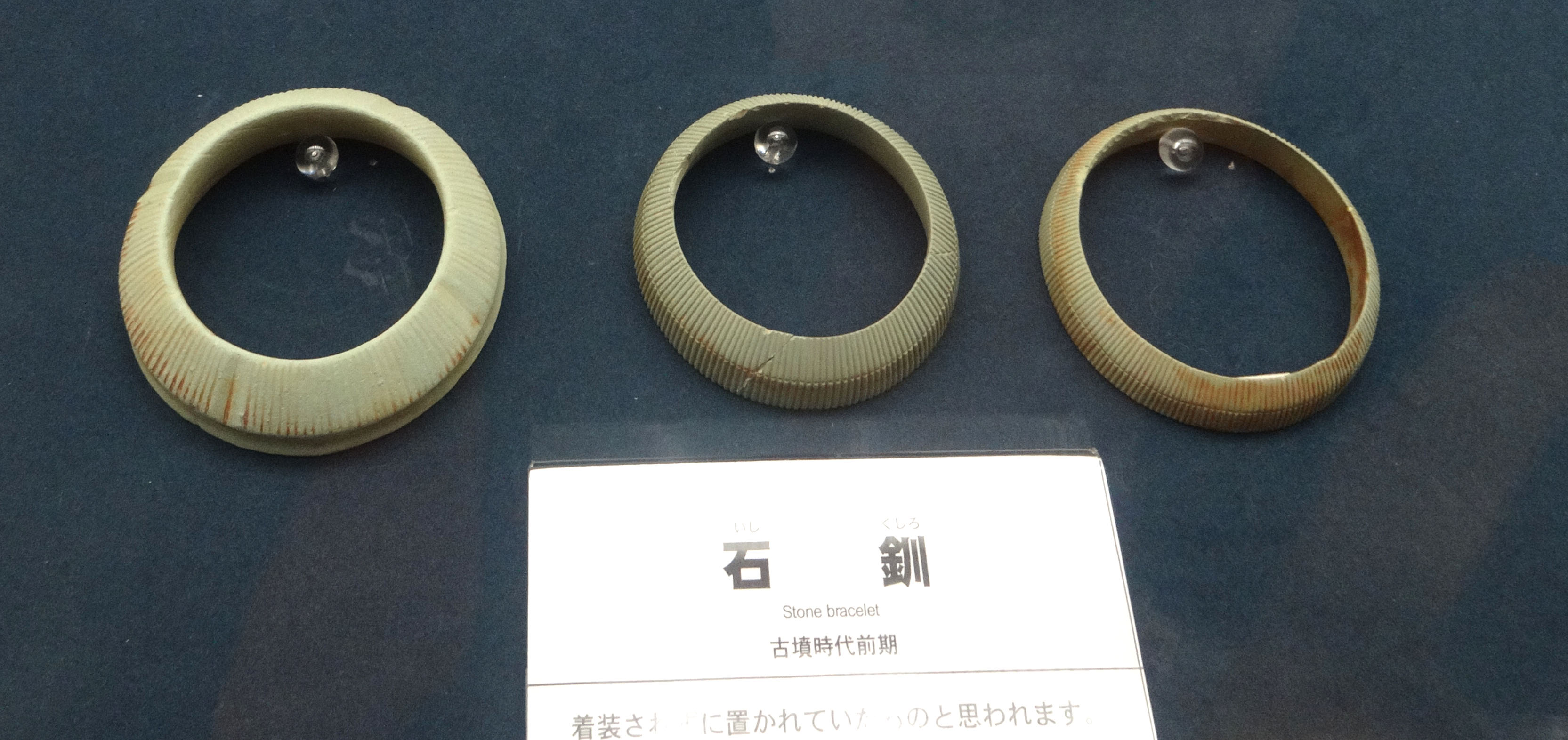
石釧（垣内古墳出土）

釧（くしろ）は古代の日本の装飾品で腕輪の一種。

## 歴史
日本では、縄文時代には、貝や骨、石、木、土などを素材とする腕飾りなどのアクセサリーが作られていた。
古墳時代になると南海産の貝輪がもとになったとみられる銅釧（どうくしろ）や石釧などの腕飾りが出現し、これらの装飾品は権威の象徴とみなされた。

## 習俗
万葉集には振田向（ふるのたむけ）が筑紫国に赴任する際に詠んだ「吾妹子（わぎもこ）は 釧（くしろ）にあらなむ 左手の 我が奥の手に まきて去（い）なまし」という歌が収まれている。この歌から釧などの腕輪は左手首に巻くのが一般的だったと考えられている。